# No Mythologies to Follow
Albums de MØ
Bikini Daze
(2013)
Singles
1. Glass
Sortie : 14 janvier 2013
2. Pilgrim
Sortie : 15 mars 2013
3. Waste of Time
Sortie : 7 juin 2013
4. XXX 88
Sortie : 30 août 2013
5. Don't Wanna Dance
Sortie : 17 janvier 2014
6. Walk This Way
Sortie : 3 août 2014

No Mythologies to Follow est le premier album de la chanteuse danoise MØ, sorti le 7 mars 2014 sur les labels Chess Club Records et RCA Victor.

## Pistes de l'album
Toutes les chansons sont écrites et composées par Karen Marie Ørsted et Ronni Vindahl, sauf indiqué.
| No  | Titre                    | Durée |
| --- | ------------------------ | ----- |
| 1.  | Fire Rides               | 3:27  |
| 2.  | Maiden                   | 3:46  |
| 3.  | Never Wanna Know         | 4:13  |
| 4.  | Red in the Grey          | 3:46  |
| 5.  | Pilgrim                  | 3:52  |
| 6.  | Don't Wanna Dance        | 3:15  |
| 7.  | Waste of Time            | 3:35  |
| 8.  | Dust Is Gone             | 3:49  |
| 9.  | XXX 88 (featuring Diplo) | 3:41  |
| 10. | Walk This Way            | 3:42  |
| 11. | Slow Love                | 3:37  |
| 12. | Glass                    | 3:16  |

| 13. | No Mythologies to Follow                    | 3:42  |
| 14. | Dummy Head                                  | 3:29  |
| 15. | The Sea                                     | 3:39  |
| 16. | Gone and Found                              | 4:56  |
| 17. | Fire Rides (Night Version)                  | 3:28  |
| 18. | Dust Is Gone (Night Version)                | 4:15  |
| 19. | Slow Love (Night Version)                   | 4:14  |
| 20. | Sans titre (Night Version)                  | 3:54  |
| 21. | Sans titre (video) (iTunes Store seulement) | 19:40 |

| 21. | Sans titre (MS MR Remix)                    | 2:53  |
| 22. | Sans titre                                  | 3:52  |
| 23. | Sans titre (video) (iTunes Store seulement) | 19:40 |

## Personnel
Les crédits sont ceux indiqués sur les notes du livret de l'album No Mythologies to Follow.
| - Karen Marie Ørsted – chant, design - Anders Bast – cor (piste 9) - Signe Bergmann – artwork design - Diplo – production (piste 9) - James Dring – production (piste 6) - Thomas Edinger – cor (piste 9) - August "ELOQ" Fenger – batterie (piste 4); mixage, production (piste 12) - Peter Hammerton – mastering (pistes 16–19) | - Stuart Hawkes – mastering (pistes 6, 10) - Jens Høll – photographie additionnelle - Paul Logus – mastering (pistes 1–5, 7–9, 11–15, 20) - Michael Patterson – mastering (pistes 1–5, 7–9, 11–15, 20); mixage (pistes 1–5, 7–9, 11–20) - Anders Schumann – mastering (piste 12) - Thomas Skou – photographie - Thomas Sønderup – photographie - Ronni Vindahl – producteur exécutif, mixage, production |

## Charts
| Classement (2014)                   | Meilleure position |
| ----------------------------------- | ------------------ |
| Australie (Hitseekers Albums Chart) | 11                 |
| Belgique (Ultratop, Flandre)        | 107                |
| Belgique (Ultratop, Wallonie)       | 83                 |
| Danemark (Tracklisten)              | 2                  |
| France (SNEP)                       | 161                |
| Irlande ((Albums Chart))            | 76                 |
| Royaume-Uni Albums Chart            | 58                 |

| Classement (2014) | Position |
| ----------------- | -------- |
| Danemark          | 33       |

## Certifications
| Pays     | Organisme    | Certification | Exemplaires vendus |
| -------- | ------------ | ------------- | ------------------ |
| Danemark | IFPI Denmark | Or            | 10 000             |

## Historique des sorties
| Pays        | Date          | Format(s)                  | Édition(s)          | Label                  |
| ----------- | ------------- | -------------------------- | ------------------- | ---------------------- |
| Allemagne   | 7 mars 2014   | LP, téléchargement digital | Deluxe              | Sony                   |
| Irlande     | 7 mars 2014   | CD, téléchargement digital | Standard            | Chess Club, RCA Victor |
| Irlande     | 7 mars 2014   | LP, téléchargement digital |                     | Chess Club, RCA Victor |
| Royaume-Uni | 10 mars 2014  | CD, téléchargement digital | Standard            | Chess Club, RCA Victor |
| Royaume-Uni | 10 mars 2014  | LP, téléchargement digital | Deluxe              | Chess Club, RCA Victor |
| Danemark    | 10 mars 2014  | CD                         | Standard            | Sony                   |
| Danemark    | 10 mars 2014  | LP, téléchargement digital | Deluxe              | Sony                   |
| France      | 10 mars 2014  | CD, téléchargement digital | Standard            | Sony                   |
| France      | 10 mars 2014  | LP, téléchargement digital | Deluxe              | Sony                   |
| États-Unis  | 11 mars 2014  | CD                         | Standard            | RCA                    |
| États-Unis  | 11 mars 2014  | Téléchargement digital     | Standard, deluxe    | RCA                    |
| Australia   | 14 mars 2014  | CD                         | Standard            | Sony                   |
| Australia   | 14 mars 2014  | Téléchargement digital     | Standard, deluxe    | Sony                   |
| Allemagne   | 21 mars 2014  | CD                         | Standard            | Sony                   |
| Australie   | 18 avril 2014 | Téléchargement digital     | Deluxe (re-release) | Sony                   |
| Danemark    | 18 avril 2014 | Téléchargement digital     | Deluxe (re-release) | Sony                   |
| Allemagne   | 18 avril 2014 | Téléchargement digital     | Deluxe (re-release) | Sony                   |
| Irlande     | 18 avril 2014 | Téléchargement digital     | Deluxe (re-release) | Chess Club, RCA Victor |
| Royaume-Uni | 21 avril 2014 | Téléchargement digital     | Deluxe (re-release) | Chess Club, RCA Victor |
| France      | 21 avril 2014 | Téléchargement digital     | Deluxe (re-release) | Sony                   |